# آبشار چاچای
آبشار چاچای (به انگلیسی: Chachai Falls) آبشاری است که در  مادایا پرادش، هند واقع شده و ارتفاع کلی ریزشگاه آن ۱۳۰ متر (۴۳۰ فوت) است.